# Mesjid Tungkop
Mesjid Tungkop is een bestuurslaag in het regentschap Pidie van de provincie Atjeh, Indonesië. Mesjid Tungkop telt 311 inwoners (volkstelling 2010).